# Niša Saveljić
Niša Saveljić (Servisch: Ниша Савељић) (Titograd, 27 maart 1970) is een voormalig Joegoslavisch-Montenegrijns profvoetballer, die speelde als verdediger gedurende zijn loopbaan. Hij sloot zijn actieve carrière af in 2007 bij de Servische topclub Partizan Belgrado.

## Interlandcarrière
Saveljić speelde 33 interlands voor het nationale elftal van Joegoslavië en scoorde één keer voor zijn vaderland in de periode 1995–2000. Onder leiding van bondscoach Slobodan Santrač maakte hij zijn debuut voor de nationale ploeg op 31 januari 1995 in de vriendschappelijke wedstrijd tegen Hong Kong (1–3), net als Zoran Mirković, Miodrag Pantelić en Dejan Stefanović. Saveljić nam met Klein-Joegoslavië deel aan het WK voetbal 1998 en het EK voetbal 2000.

## Erelijst
Partizan Belgrado
- Joegoslavisch landskampioen

1996, 1997